# Hemicordulia cyclopica
Hemicordulia cyclopica – gatunek ważki z rodziny szklarkowatych (Corduliidae).